# Tyrande Murmevent
Tyrande Murmevent, Tyrande Whisperwind dans sa version originale et dans les produits en français antérieurs à World of Warcraft, est un personnage des jeux vidéo Warcraft.

## Histoire
Tyrande Whisperwind passe sa jeunesse dans le royaume d’Azshara. Elle s’oriente rapidement vers le culte d’Elune, déesse sacrée, vénérée ainsi que toutes ses représentantes par les Kaldorei. Sa foi semble inébranlable et il apparaît clairement que son potentiel est sans limite aussi est elle destinée à un grand avenir dans le temple d’Elune. Elle vit ainsi au quotidien à Suramar où elle continue de voir ses deux amis d’enfance Malfurion et Illidan.
Quand la première guerre contre la légion s’annonce elle s’est déjà éprise de l’Archidruide, avec lequel elle va combattre.
Au cours des combats avec ses sœurs prêtresses, elle manifeste une relation particulière avec la déesse qui lui confère des dons de guérison sans précédent. De plus, elle se voit nommée grande prêtresse par sa prédécesseure (morte au combat).
Une fois la guerre terminée les problèmes survenus avec Illidan resurgissent. Se sentant coupable de son emprisonnement (bien que la soif de magie de ce dernier soit en partie responsable), Tyrande décidera bien plus tard de le libérer malgré les avertissements de Malfurion et à la plus grande colère de Maiev Shadowsong, la gardienne de la prison. Maiev décidera d’ailleurs de pourchasser sans relâche le banni.
Tout cela se déroule pendant la seconde invasion de la légion ardente à laquelle suivra celle du fléau. C’est à Lordaeron que va se rendre Tyrande, accompagnée par Malfurion toujours à la recherche de son frère. C’est au cours des confrontations avec le fléau que la grande prêtresse est faite prisonnière, elle sera sauvée au grand bonheur de l’Archidruide par Illidan en personne toujours éperdument amoureux mais confronté à son terrible destin.
À la suite de cet épisode les Elfes de la nuit rentrèrent en Kalimdor, à l’exception d’Illidan (devenu démon) et par conséquent de Maiev.
Tyrande dirige toujours le Temple d’Elune mais dans la nouvelle capitale des Elfes de la nuit : Darnassus, située sur Teldrassil, planté sur l’île de Kalidar. 
Son ordre est chargé de la sécurité de cette nouvelle terre.
Malgré la présence de nombreux druides de talent avec à leur tête le plus puissant: Malfurion Hurlorage, le nouvel arbre monde Teldrassil n’apporta pas les effets escomptés par les Kaldorei à savoir l’immortalité et le renouveau de leurs pouvoirs.
Au contraire, une ombre s’y propage inéluctablement malgré la bienveillance des prêtresses de la lune…

## DansWorld of Warcraft
Dans World of Warcraft, elle est le chef des elfes de la nuit et se trouve au temple de la Lune de Darnassus.